# Alan Harrington
Alan Charles Harrington (Penarth, 1933. november 17. – 2019. december 23.) válogatott walesi labdarúgó, hátvéd.

## Pályafutása

### Klubcsapatban
1951 és 1966 között a Cardiff City labdarúgója volt. Az 1963–64-es idényt lábtörése miatt teljesen kihagyta. Visszatérése után nem sokkal, 1966 januárjában a Leyton Orient elleni mérkőzésen ismét lábtörést szenvedett. Ezt követően már kénytelen volt visszavonulni az aktív játéktól.

### A válogatottban
1956 és 1961 között 12 alkalommal szerepelt a walesi válogatottban.